# جايسون ديثي
جايسون ديثي (بالإنجليزية: Jason Death)‏ هو لاعب دوري الرغبي نيوزيلندي، ولد في 25 أغسطس 1971 في يونغ في أستراليا.